# Jean Philip
Jean Philip de Barjeau est un homme politique français né le 6 octobre 1868 à Mauvezin (Gers) et décédé le 18 février 1952 dans la même commune.

## Biographie
Un temps pasteur protestant dans le Gers, Charles-Paul-Jean Philip de Barjeau délaisse cette vocation pour le journalisme. Un temps secrétaire de Ferdinand Buisson, ce dernier le recommande à Georges Clemenceau qui le fait entrer à l'Aurore. En 1906, Clemenceau le prend comme chef de cabinet au ministère de l'Intérieur, puis le nomme sous-préfet à Reims. Jean Philip de Barjeau devient ensuite consul de France à Monaco, puis à Venise.
Il fut sénateur du Gers de 1920 à 1940. Il fut également maire de Mauvezin et conseiller général du Canton de Mauvezin
Il épouse Antoinette Noëlie Alphonsine Jacot (9/9/1868 -23/10/1926) le 22 juillet 1891. Elle était fille du pasteur du Temple du Port Royal à Paris, Frantz Jacot (1838-1903) et d'Angeline Gourdon (1844-1900). Elle avait un goût prononcé pour les arts, la peinture, la musique et la photographie. Elle décède de la tuberculose.

## Sources
- Ressources relatives à la vie publique :   - Personnel de l'administration préfectorale (1881-1926)
  - Sénat
- Notices d'autorité :   - VIAF
  - ISNI
  - BnF (données)
- « Jean Philip », dans le Dictionnaire des parlementaires français (1889-1940), sous la direction de Jean Jolly, PUF, 1960 [détail de l’édition]